# 凤眼蓝
凤眼蓝（學名：Pontederia crassipes），或称凤眼莲、軍艦蓮，是一种原产于南美洲亚马逊河流域属于雨久花科梭鱼草属的一种漂浮性水生植物，俗称“水葫芦”。凤眼蓝曾一度被很多国家引进，广泛分布与世界各地，亦被列入世界百大外來入侵種之一。

## 形态与生活习性

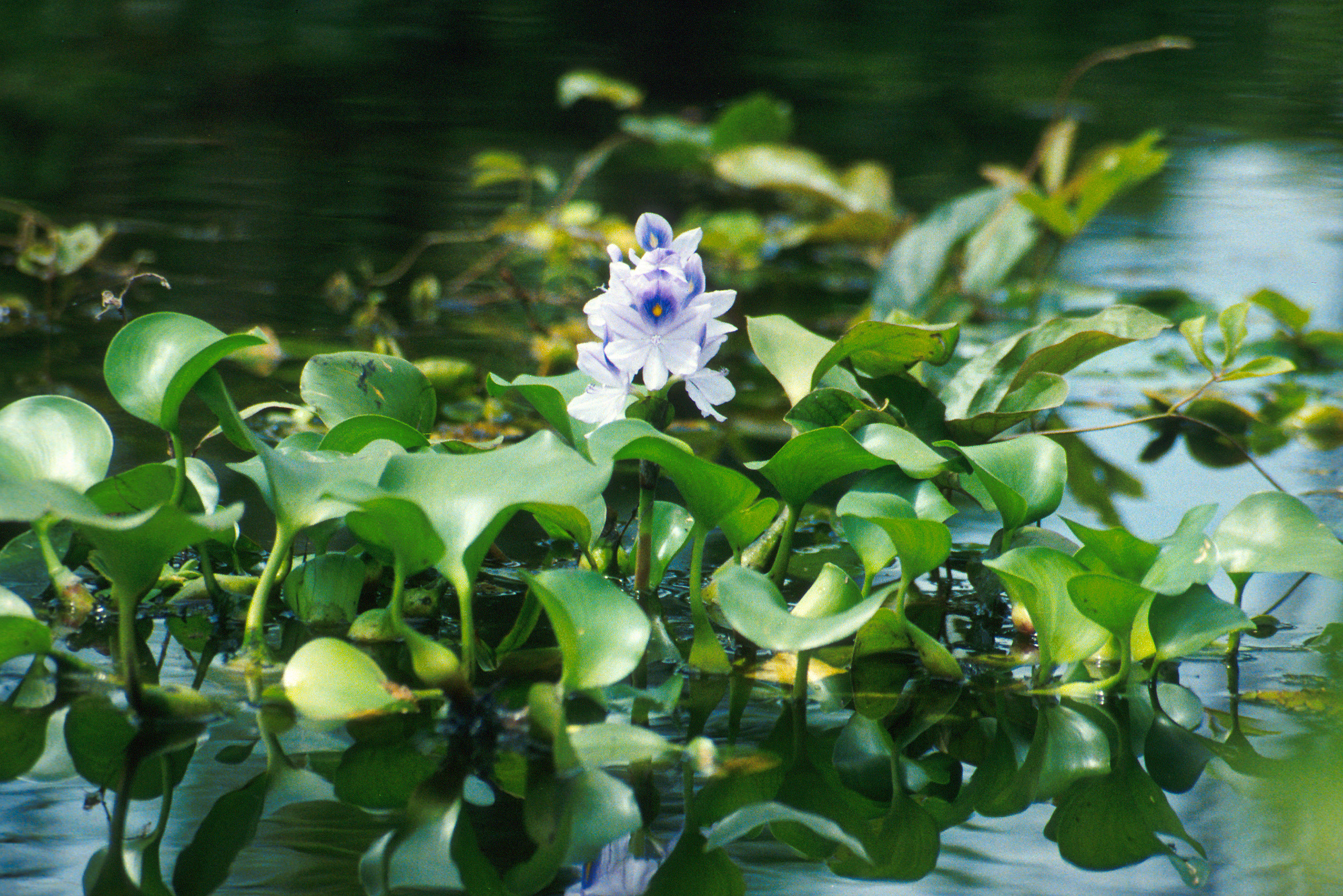

凤眼蓝在水中漂浮，叶直立光滑，根在水中，呈鬚状，叶柄中空膨大如同「葫芦」，因此可以漂浮水面，花為蓝紫色。凤眼蓝繁殖迅速，在合适的条件下两个星期即可繁殖一倍。

## 入侵与危害
凤眼蓝1884年被引进亞洲，以后又被引进大洋洲、非洲和澳洲，由于在新地点没有天敌，它可以迅速繁殖造成灾难。
20世纪30年代，凤眼蓝作为饲料、观赏植物和污水防治植物被引进中国，其后在南方作为动物饲料被广泛种植。从80年代开始，随着中国内地工业的迅速发展，内河水体的营养化加剧，凤眼蓝借助其高效的无性繁殖与环境适应机制，开始在内河流域内广泛扩散。泛滥的凤眼蓝会堵塞河道、阻碍内水交通，浙江等省份的许多航道就曾被迅速繁殖的凤眼蓝所阻塞。此外，大量浮游在水域中的凤眼蓝会阻挡阳光透射入水下，并且腐烂后会大量消耗水中的溶解氧，污染水质，从而造成其他水生动植物大量死亡。凤眼蓝的爆发严重影响了当地生态系统的生物多样性，并对社区居民的生产、生活、健康造成威胁。

### 危害生态环境
凤眼蓝繁殖快速，易浮游扩散，能够迅速掩盖水体，导致水体透光性差；因此在自然水域中，凤眼蓝通过与其他水生（浮水与沉水）植物、藻类竞争矿物质营养、阳光等资源，从而抑制其它水生生物与藻类生物的生长。2011年，吴富勤等对云南滇池跟踪研究结果亦表明，凤眼蓝能够通过对水体环境质量来影响水体的浮游植物、沉水植物以及藻类生物的光合作用，抑制其生长。此外，凤眼蓝的爆发以及其腐烂阶段同时会大量地消耗水体中的溶解氧，水下动物比如鱼类活动繁殖空间将会减少，甚至会造成鱼类大量死亡。相类似于改变了水体中原来固有的食物链，从而减少此水域中生态系统的稳定性。

### 影响人类生活
凤眼蓝大量爆發式的生长，常常会覆盖所在水体，阻塞河道、航道，妨碍水上交通运输。据报道，武汉市境内汉江下游曾连续二十天出现大面积凤眼蓝，对长江下游的船舶安全航行构成直接威胁。在浙江宁波的姚江、奉化江和甬江水面，也因为凤眼蓝成灾，船只无法航行。其次凤眼蓝能够吸收大量得有害重金属等物质，死后将会腐烂沉入水底，对水体造成二次污染、破坏自然水质，严重时甚至可能影响居民饮用水品質。第三，由于凤眼蓝的致密生长，给渔民捕鱼带来巨大困难，并常毁坏渔具，致使捕鱼成本大大增加。凤眼蓝大量生长的水体表面，往往是蚊虫、有害病原体的滋生场所，对当地居民的身体健康构成潜在威胁。

## 资源化与利用

### 生产沼气
凤眼蓝用作厌氧发酵原料产沼气最早可追溯到1970年代，Chanakya等研究 发现，凤眼蓝含有较高的可发酵物质，具有较高产气潜力。但另一方面，凤眼蓝比重轻、含水量高，在厌氧发酵反应器中易漂浮，进出料困难且易堵塞，将凤眼蓝切碎在传统的批次反应器中仍然存在困难。再加上凤眼蓝含水量极高，大大增加了制气成本，限制了凤眼蓝在生物能源的商业化道路。

### 治理水质
凤眼蓝在生长过程中能吸收水体中大量的氮、磷以及某些重金属元素等营养元素，利用凤眼蓝治理污染水体在国内外都受到了相当大的重视。理论和实践证明，凤眼蓝对净化含有机物较多的工业废水或生活污水的水体效果更加理想。俄羅斯亦引入凤眼蓝作為處理生活污水和工业废水。据文献报道，在最适宜生长繁殖条件下，一公顷凤眼蓝能吸收800人每天排出的氮、磷元素。在戴全德等利用水生经济植物对太湖入湖河道污染的控制进行生态工程模拟实验中，结果表明凤眼蓝净化水质效果最好，对氨氮、总氮和总磷的净化率分别达到99.0%、88.3%、94.2%。在去除水中的重金属方面，还有研究者采用烘干后的凤眼蓝根吸收法，研究者还指出烘干后的凤眼蓝根去除重金属的优势在于不存在高浓度重金属的毒害作用、比活体根更易达到平衡，可通过多次吸附-解吸而反复利用。此外还可将凤眼蓝制成干粉固定制成离子吸附柱，用于去除水中的金属盐离子。

### 生产肥料
凤眼蓝具备了高产与强大的矿物质富集作用与等特点，可制成有机肥料。周泽江等在研究凤眼蓝对常见矿物质干重富集能力的数据指出，相对应的富集倍数为: K 4044～7909, PO43-  1041～1316, Cl 796～1062, Na 915～2013, Ca 1815, Fe 625～6666, Zn 36～47。其中K的富集能力最强，因此相信是K肥的有机补充。凤眼蓝的肥分主要分两种形式：一是通过将凤眼蓝杆与根等部位堆积起来发酵成的堆肥；二是直接将其焚烧后获得的灰分肥。凤眼蓝的制肥工艺多种多样，传统中常采取与河底污泥或动物粪便堆积发酵制成堆肥，而灰分肥则是通过直接焚烧凤眼蓝的方法制得。2010年，董志德等人采用微生物菌制剂堆制发酵技术生产出的凤眼蓝有机肥料，其各组分肥力都到达有机肥的标准并且大田试验的效果极好。据周文兵等人在其总结中提到的蠕虫转化凤眼蓝的成肥工艺，与传统堆肥方法相比，发酵更加持久均匀并且将pH环境维持在比较平稳的低水平，能够大大保留氨素的肥力与有机肥中的水分。

### 动物饲料
凤眼蓝虽然可以作为动物饲料，但由于所含的纤维素比重较大，因此单一的凤眼蓝饲料的适口性较差。此外，凤眼蓝植物體中富含有大量的重金属亦是限制凤眼蓝饲料广泛使用的另一因素。在利用凤眼蓝生产动物饲料方面，主要是研究凤眼莲与其它饲料的配比以提高动物的适口性。凤眼蓝经粉碎后直接单独青贮较难；通过阴干去水后，通过补充稻草、醋糟、麦麸等添加物达到较好青贮效果，复合配比的凤眼蓝饲料饲养效果表现出明显的优势。

### 水产养殖
利用凤眼蓝养鱼主要是利用凤眼蓝能够吸收消除水体中的有害物质，防治水体营养过肥而滋生有害病菌以及其亦可为某些鱼类提供栖身之地等特性。在实际养殖中，养殖水体中鱼类暴发出血性败血病的发生率有随水中亚硝酸氮、氨氮浓度变大而升高的趋势。因此在养殖过程中，在水体中放养一定量的凤眼蓝一直是某些养殖渔业中控制水质的一种新式做法。利用凤眼蓝控制水质，可以大量避免池塘换水对鱼类产生应激反应的影响。陆建忠等的研究指出，在乌鲤鱼与编鱼的混养模式中，放殖20%池塘面积的凤眼蓝，养殖期间不用换水，两种鱼的产量明显增加。当然，利用凤眼蓝养鱼在生产过程中应注意凤眼蓝的放养量与繁殖量，适时将适量的凤眼蓝移出防止凤眼蓝对水体产生二次污染等。

### 造纸纤维
Goswami在其文章中指出，凤眼蓝具备造坚韧强度纸张的潜能，他发现在制备抗油脂纸的竹浆原料中掺入凤眼蓝浆，可增加纸张的物理强度。

## 防治
传统的治理方法主要通过人工或者机械打捞。目前在世界上，中國浙江省及美國東岸均嘗試引入以凤眼蓝为食物的多種天敌昆虫，但效果各異，而且所費需時，這使得當凤眼蓝是因為水體營養突然變得豐富而暴發時，生物防治難以發揮其功效。以下列出各種曾使用的昆蟲：
- Neochetina eichhorniae（英语：Neochetina eichhorniae） Warner：比較有效，1972年開始採用，原生於阿根廷，首先在美國佛羅里達州試驗，現已在30個國家採用[19]；
- Neochetina bruchi（英语：Neochetina bruchi） Hustache：比較有效，1974年開始採用，原生於阿根廷，首先在美國佛羅里達州試驗，現已在27個國家採用[19]；
- Niphograpta (Sameodes) albiguttalis (Warren)：一種飛蛾，1977年開始採用，也很常用[19]；
- Orthogalumna terebrantis Walker：一種甲蟎，原生於北美洲[19]；
- Xubida infusellus（英语：Xubida infusellus） (Warren)：一種飛蛾，但會傷害其他經濟作物[19]；
- Cercospora piaropi Tharp：一種真菌[19]；
- Eccritotarsus catarinensis（英语：Eccritotarsus catarinensis） (Carvalho)[19]；
- Bellura densa（英语：Bellura densa） (Walker)：在南非實驗中，但會傷害芋（Colocasia esculenta）而落選[19]；
- Cornops aquaticum（英语：Cornops aquaticum） (Bruner)：在南非實驗中[19]；
- 突葉蟎（Tetranychus tumidus）：一種葉蟎，原生於北美洲[19]。
- 水葫芦象甲（英语：Neochetina eichhorniae）：由宁波农科院從聯合國農糧組織买来引進到中國浙江省[18]。

## 別名
亦被称为凤眼莲、浮水莲花、水葫芦、水浮莲、布袋莲、水芋仔、豬乸蓮。

## 氣象學
颱風浮蓮，自2022年「颱風康森」被除名後，颱風委員會決定用以上植物名稱代替。

## 同物異名
以下為本種的同物異名。
- Eichhornia cordifolia Gand.
- Eichhornia crassicaulis Schltdl.
- Eichhornia crassipes (Mart.) Solms
- Eichhornia speciosa Kunth
- Heteranthera formosa Miq.
- Piaropus crassipes (Mart.) Raf.
- Piaropus mesomelas Raf.
- Pontederia crassicaulis Schltdl.
- Pontederia elongata Balf.

## 圖片

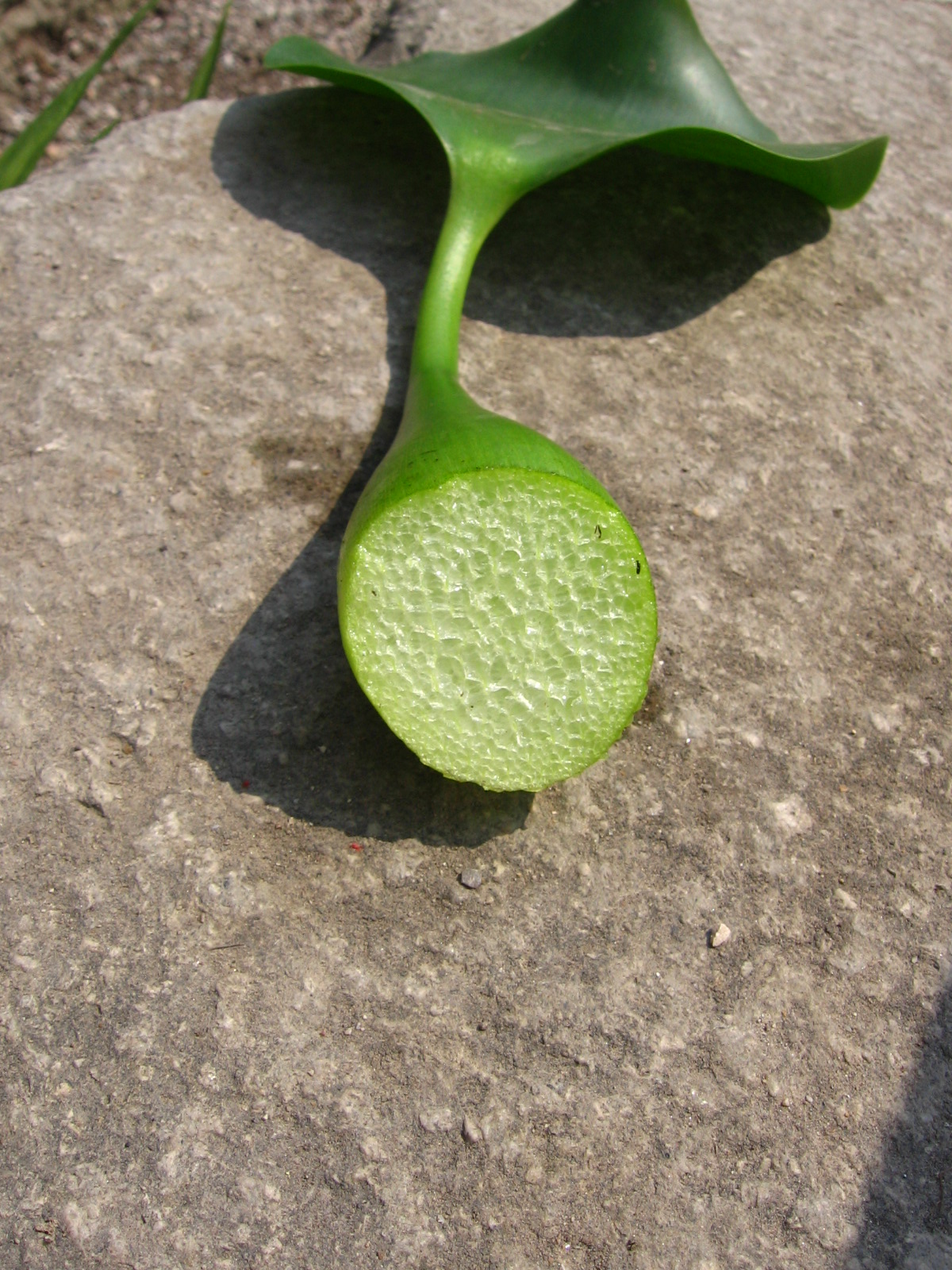
膨大葉柄的剖面
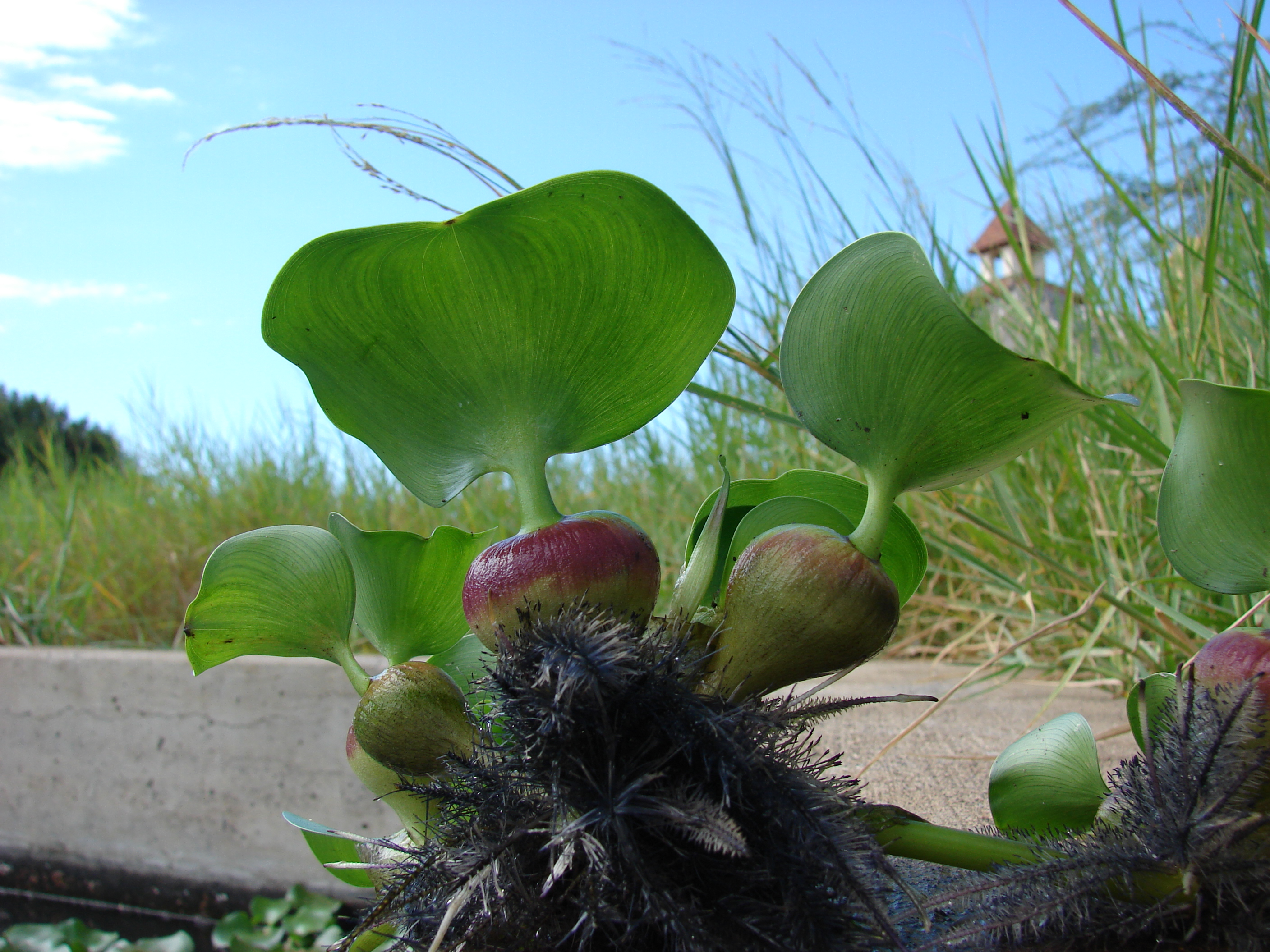
整株布袋蓮

## 外部連結
- （繁體中文）（英文）鳳眼蓮 Fengyanlian（页面存档备份，存于） 藥用植物圖像數據庫 (香港浸會大學中醫藥學院)